# 広島県立祇園北高等学校
広島県立祇園北高等学校（ひろしまけんりつ ぎおんきたこうとうがっこう）は、広島県広島市安佐南区祇園八丁目にある公立の高等学校。

## 概要
1983年に創立された、広島県内では比較的新しい学校であり、広島県の進学指導重点校に指定されている。
普通科、普通科理数コースが設置されており、普通科は2年次より理系クラス、文系クラスが編成される。後述の普通化理数コースは1年次より1クラスが編成される。

### 普通科理数コース
広島県教育委員会の「理数カリキュラム開発に係る指定校」に指定され、環境調査や研究等の独自科目を導入している。幾何、解析など理数系の大学への進学に適したカリキュラムとなっているが、教育課程はあくまで普通化であり、文系大学への受験、進学も可能となっている。科学技術振興機構によるSPP（サイエンス・パートナーシップ・プログラム）に基づく特別授業も行われる（近隣大学での実験、SPring-8や発電所の見学、放送大学の単位の取得、サイエンスキャンプや理科研修など）

## 沿革
- 1983年（昭和58年） : 創立。
- 2000年（平成12年） : 広島県学力向上対策重点校指定。
- 2001年 : 学校トイレ美化環境推進モデル校指定。
- 2002年 : 放送大学との連携開始。
- 2003年 : 普通科理数コースを設置。広島県進学指導重点校指定。
- 2006年 : 同校中庭で音楽デュオ「サスケ」のミニライブを開催。
- 2008年 : 運動場の大規模な改修工事。

## 学校行事

### 1学期
着任式・始業式、入学式、学習合宿、PTA総会、壮行式、文化祭、夏季クラスマッチ、オープンキャンパス・授業体験会

### 2学期
体育祭、修学旅行（2学年）、第2回オープンスクール

### 3学期
かるた大会、卒業証書授与式、春季クラスマッチ、退任式・離任式

## 部活動

### 体育系
- バレーボール部
- 硬式テニス部
- ソフトテニス部
- バスケットボール部
- バドミントン部
- 卓球部
- ハンドボール部
- サッカー部
- 陸上部
- 剣道部
- 硬式野球部

### 文化系
- 英語部
- 放送部
- 美術部
- 競技かるた部
- 文芸部
- 写真部
- 囲碁・将棋部
- ギター部
- 吹奏楽部
- 書道部
- 科学研究部
- マイコン部
- 茶華道部

## アクセス
- JR可部線 古市橋駅下車、徒歩約15分
- アストラムライン : 大町駅から祇園北高校前まで巡回バス有
- 広島交通バス 「古市橋駅前」下車徒歩約15分、「下古市」下車徒歩約15分

## 著名な出身者・元教員
- 八木静佳（9期生） - 元広島ホームテレビアナウンサー、ローカルタレント（ママドル）
- 山根良顕（10期生） - タレント、お笑いコンビ「アンガールズ」のボケ担当
- 石丸伸二（16期生） - 第4代安芸高田市長
- 尺野将太（17期生） - B.LEAGUE・広島ドラゴンフライズヘッドコーチ（2018-2019シーズン）
- 綾瀬はるか（18期生） - 女優　※堀越高等学校へ転校
- 住本明日香（18期生） - 広島ローカルタレント、RCCラジオカーリポーター、RCCラジオ「アスカランド」のラジオパーソナリティ
- 木村文子（22期生） - 陸上選手（ロンドンオリンピック女子ハードル代表）
- 奥村優之 - 本校元英語教諭、女子サッカー部元監督、元アンジュヴィオレ広島監督